# Geofco-Ville d’Alger/Saison 2011
Dieser Artikel listet Erfolge und Fahrer des Radsportteams Geofco-Ville d’Alger in der Saison 2011 auf.

## Mannschaft
| Name                | Geburtstag      | Nationalität | Team 2010 |
| ------------------- | --------------- | ------------ | --------- |
| Hamza Amaouche      | 10. März 1991   | Algerien     | Neoprofi  |
| Bilel Amari         | 12. Januar 1992 | Algerien     | Neoprofi  |
| Nabil Baz           | 6. Juni 1987    | Algerien     | Neoprofi  |
| Youcef Cherafa      | 2. August 1992  | Algerien     | Neoprofi  |
| Abderahmane Nichani | 4. Oktober 1992 | Algerien     | Neoprofi  |
| Walid Serrai        | 7. Januar 1991  | Algerien     | Neoprofi  |
| Abdelaziz Yahmi     | 10. Mai 1992    | Algerien     | Neoprofi  |
| Abdenour Yahmi      | 10. Mai 1992    | Algerien     | Neoprofi  |